# تاسوعات
التاسوعات هي مجموعة من النصوص المنسوبة إلى أفلوطين، جمعها تلميذه فرفوريوس الصوري.
وهي تتألف من أربع وخمسين مقالة متفاوتة في طولها تفاوتاً كبيراً، وموزعة على ست مجموعات، كل مجموعة منها مؤلفة من تسعة أقسام.

## في التراث العربي
دخلت مقتطفات من التاسوعات إلى التراث العربي في القرن الثالث الهجري تحت اسم أثولوجيا أو الربوبية - ونسبت خطأً إلى أرسطو. وقد نشر عبد الرحمن بدوي هذا النقل القديم في كتابه «أفلوطين عند العرب» (ط1 القاهرة 1955 م، ط2 القاهرة 1966 م، ط3 الكويت 1977 م).
وقد نقل الأب فريد جبر التاسوعات إلى العربية من الأصل اليوناني.